# Славјетин (Лоуни)
Славјетин (чеш. Slavětín) је насељено мјесто са административним статусом варошице (чеш. městys) у округу Лоуни, у Устечком крају, Чешка Република.

## Становништво
Према подацима о броју становника из 2014. године насеље је имало 504 становника.